# Trichiocercus antealba
Trichiocercus antealba är en fjärilsart som beskrevs av Embrik Strand 1925. Trichiocercus antealba ingår i släktet Trichiocercus och familjen tandspinnare. Inga underarter finns listade i Catalogue of Life.